# Guido I Gonzaga di Bagnolo
Guido I Gonzaga (Novellara, ... – 1456) è stato un nobile e condottiero italiano.

## Biografia
Era figlio di Feltrino II Gonzaga, signore di Novellara, e di Antonia Gonzaga, figlia di Francesco I Gonzaga, signore di Mantova.
Fu dal 1424 signore di Bagnolo e alla sua morte, nel 1456, il titolo tornò al ramo primogenito dei Gonzaga di Novellara, nelle persone dei cugini Giorgio e Francesco, già consignori di Novellara.

## Ascendenza
|                                                  |                                        |                                            | Genitori                                         |  |  | Nonni |  |  | Bisnonni                                         |  |  | Trisnonni                           |  |
|                                                  |                                        |                                            |                                                  |  |  |       |  |  | Feltrino Gonzaga, signore di Novellara e Bagnolo |  |  | Luigi I Gonzaga, signore di Bagnolo |  |
|                                                  |                                        |                                            |                                                  |  |  |       |  |  | Feltrino Gonzaga, signore di Novellara e Bagnolo |  |  | Luigi I Gonzaga, signore di Bagnolo |  |
|                                                  |                                        | Richilda Ramberti                          |                                                  |  |  |       |  |  | Feltrino Gonzaga, signore di Novellara e Bagnolo |  |  |                                     |  |
| Guido II Gonzaga, signore di Novellara e Bagnolo |                                        |                                            |                                                  |  |  |       |  |  | Feltrino Gonzaga, signore di Novellara e Bagnolo |  |  |                                     |  |
|                                                  |                                        | Antonia da Correggio                       | Guido IV, signore di Correggio                   |  |  |       |  |  |                                                  |  |  |                                     |  |
|                                                  |                                        | Antonia da Correggio                       | Guido IV, signore di Correggio                   |  |  |       |  |  |                                                  |  |  |                                     |  |
|                                                  |                                        | Antonia da Correggio                       | Guidaccia della Palù                             |  |  |       |  |  |                                                  |  |  |                                     |  |
| Feltrino II Gonzaga, signore di Bagnolo          |                                        | Antonia da Correggio                       |                                                  |  |  |       |  |  |                                                  |  |  |                                     |  |
|                                                  |                                        | Malatesta III Malatesta, signore di Rimini | Pandolfo I Malatesta, signore di Pesaro e Rimini |  |  |       |  |  |                                                  |  |  |                                     |  |
|                                                  |                                        | Malatesta III Malatesta, signore di Rimini | Pandolfo I Malatesta, signore di Pesaro e Rimini |  |  |       |  |  |                                                  |  |  |                                     |  |
|                                                  |                                        | Malatesta III Malatesta, signore di Rimini | Taddea da Rimini                                 |  |  |       |  |  |                                                  |  |  |                                     |  |
| Ginevra Malatesta                                |                                        | Malatesta III Malatesta, signore di Rimini |                                                  |  |  |       |  |  |                                                  |  |  |                                     |  |
|                                                  |                                        | Costanza Ondedei                           | …                                                |  |  |       |  |  |                                                  |  |  |                                     |  |
|                                                  |                                        | Costanza Ondedei                           | …                                                |  |  |       |  |  |                                                  |  |  |                                     |  |
|                                                  |                                        | Costanza Ondedei                           | …                                                |  |  |       |  |  |                                                  |  |  |                                     |  |
| Guido I Gonzaga, signore di Bagnolo              |                                        | Costanza Ondedei                           |                                                  |  |  |       |  |  |                                                  |  |  |                                     |  |
|                                                  | Ludovico I Gonzaga, signore di Mantova | Guido Gonzaga, signore di Mantova          |                                                  |  |  |       |  |  |                                                  |  |  |                                     |  |
|                                                  | Ludovico I Gonzaga, signore di Mantova | Guido Gonzaga, signore di Mantova          |                                                  |  |  |       |  |  |                                                  |  |  |                                     |  |
|                                                  | Ludovico I Gonzaga, signore di Mantova | Beatrice di Bar                            |                                                  |  |  |       |  |  |                                                  |  |  |                                     |  |
| Francesco I Gonzaga, signore di Mantova          | Ludovico I Gonzaga, signore di Mantova |                                            |                                                  |  |  |       |  |  |                                                  |  |  |                                     |  |
|                                                  |                                        | Alda d'Este                                | Obizzo III d'Este, marchese di Ferrara           |  |  |       |  |  |                                                  |  |  |                                     |  |
|                                                  |                                        | Alda d'Este                                | Obizzo III d'Este, marchese di Ferrara           |  |  |       |  |  |                                                  |  |  |                                     |  |
|                                                  |                                        | Alda d'Este                                | Lippa Ariosti                                    |  |  |       |  |  |                                                  |  |  |                                     |  |
| Antonia Gonzaga                                  |                                        | Alda d'Este                                |                                                  |  |  |       |  |  |                                                  |  |  |                                     |  |
|                                                  |                                        | …                                          | …                                                |  |  |       |  |  |                                                  |  |  |                                     |  |
|                                                  |                                        | …                                          | …                                                |  |  |       |  |  |                                                  |  |  |                                     |  |
|                                                  |                                        | …                                          | …                                                |  |  |       |  |  |                                                  |  |  |                                     |  |
| Giovannina Pirovano                              |                                        | …                                          |                                                  |  |  |       |  |  |                                                  |  |  |                                     |  |
|                                                  |                                        | …                                          | …                                                |  |  |       |  |  |                                                  |  |  |                                     |  |
|                                                  |                                        | …                                          | …                                                |  |  |       |  |  |                                                  |  |  |                                     |  |
|                                                  |                                        | …                                          | …                                                |  |  |       |  |  |                                                  |  |  |                                     |  |
|                                                  |                                        | …                                          |                                                  |  |  |       |  |  |                                                  |  |  |                                     |  |